# Никошин, Леонид Иванович
Леони́д Ива́нович Нико́шин (19 сентября 1923, село Базарные Матаки, Спасский кантон — 1989, Казань) ― советский врач, хирург, доктор медицинских наук (1976), профессор (1981).

## Биография
Родился 19 сентября 1923 года в селе Базарные Матаки, Спасский кантон, Татарская АССР, РСФСР.
В 1938 году поступил в Казанский государственный медицинский институт, которое окончил в 1945 году. После этого был направлен на работу военным врачом на Северный флот ВМФ СССР.
В 1946 году Никошин вернулся на родину и стал главным врачом больницы в селе Новые Салманы Алькеевского района. С 1958 по 1977 год преподавал в Казанском государственном институте для усовершенствования врачей (ГИДУВ).
В 1976 году защитил докторскую диссертацию. В 1977 году переехал в Саранск, где в течение пяти лет работал заведующим кафедрой оперативной хирургии и топографической анатомии в Мордовском государственном университете имени Н. П. Огарёва, одновременно заведующим кафедрой гистологии в этом же университете.
В 1982 году вернулся в Казань и продолжил преподавательскую деятельность в институте для усовершенствования врачей, работал здесь до самой своей смерти.
Сферой научных интересов Леонида Никошина были различные травмы головы, написал труды по лечению ран черепа и мозга, дефектам костей свода черепа. Получил два авторских свидетельства на изобретения, также награждён медалями.
Умер 1989 году в Казани